# Ларрок-Сен-Сернен
Ларро́к-Сен-Серне́н (фр. Larroque-Saint-Sernin) — коммуна во Франции, находится в регионе Юг — Пиренеи. Департамент — Жер. Входит в состав кантона Валанс-сюр-Баиз. Округ коммуны — Кондом.
Код INSEE коммуны — 32196.

## География

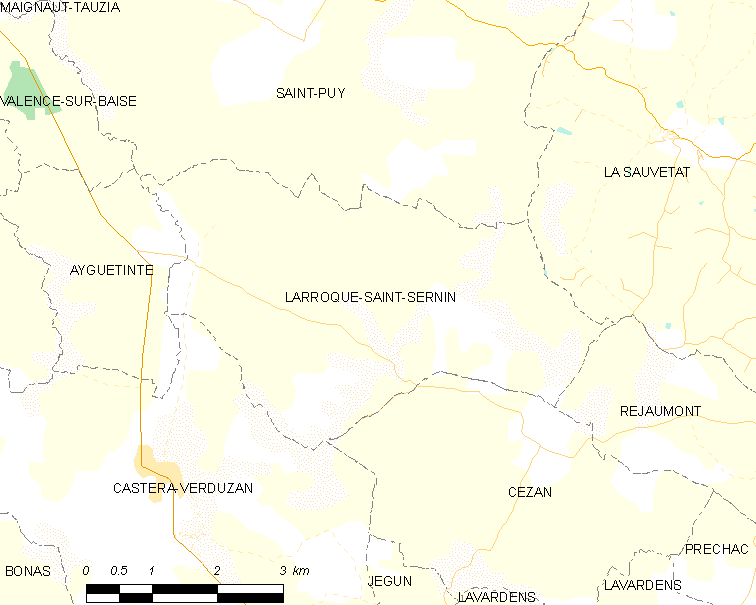
Карта коммуны

Коммуна расположена приблизительно в 580 км к югу от Парижа, в 85 км западнее Тулузы, в 23 км к северо-западу от Оша.
На западе коммуны протекает река Олу.

## Климат
Климат умеренно-океанический. Лето жаркое и немного дождливое, температура часто превышает 35 °С. Зимой часто бывает отрицательная температура и ночные заморозки. Годовое количество осадков — 700—900 мм.

## Население
Население коммуны на 2010 год составляло 165 человек.
| 1962 | 1968 | 1975 | 1982 | 1990 | 1999 | 2010 |
| ---- | ---- | ---- | ---- | ---- | ---- | ---- |
| 289  | 252  | 200  | 197  | 178  | 182  | 165  |

## Администрация
| Период | Период | Фамилия            | Партия | Примечания |
| ------ | ------ | ------------------ | ------ | ---------- |
| 2001   | 2014   | Жан-Франсуа Сопена |        |            |
| 2014   | 2020   | Жан Мартен         |        |            |

## Экономика
В 2010 году среди 102 человек трудоспособного возраста (15-64 лет) 70 были экономически активными, 32 — неактивными (показатель активности — 68,6 %, в 1999 году было 72,0 %). Из 70 активных жителей работали 68 человек (39 мужчин и 29 женщин), безработных было 2 (1 мужчина и 1 женщина). Среди 32 неактивных 2 человека были учениками или студентами, 19 — пенсионерами, 11 были неактивными по другим причинам.